# Spéculoos

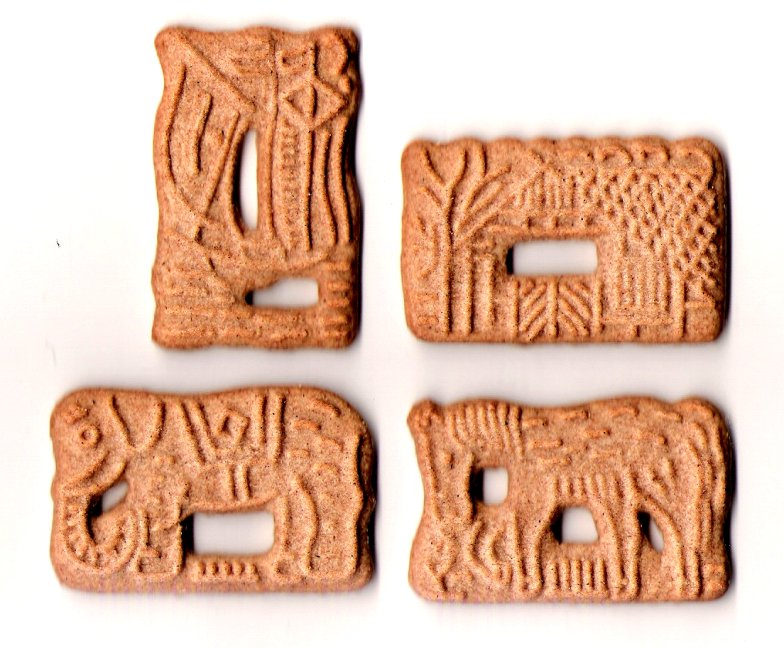
Motivos para los spéculoos: barco, casa de un granjero, elefante y caballo.

Spéculos o Speculoos es una especie de galleta navideña muy tradicional en Bélgica, en el norte de Francia (Flandes francés), en los Países Bajos (donde recibe el nombre de Speculaas), así como en la cocina de Westfalia y Renania (Alemania) (donde se conoce como Spekulatius). La principal característica de estas galletas servidas en los mercados de Navidad es que suelen tener formas o motivos que evocan la historia navideña de Nicolás de Bari.
La masa de las Speculaas crece muy poco, porque sólo contiene un poco de levadura química, por lo que tienen una estructura compacta. Las galletas se hacen mezclando mantequilla con una combinación típica de especias y azúcar moreno, y añadiendo después a la mezcla la harina y la levadura química. Es importante, al hacer la masa, que la temperatura de la misma no se eleve demasiado rápido. Generalmente se deja reposar una noche en un ambiente frío, para que el sabor de las especias impregne toda la masa. A continuación se le da la forma deseada con moldes tradicionales y se hornea.
Las especias que se usan para hacer las speculaas son la principal característica distintiva de estas galletas. Se trata de una mezcla de canela (8 partes), nuez moscada (2), clavo (2), jengibre en polvo (1), cardamomo (1) y pimienta blanca (1).

## Costumbres
Es uno de los dulces que acompañan los centros de mesa navideños de los países del norte de Europa.